# Marty Sklar
Pour les articles homonymes, voir Sklar.
Martin A. Sklar dit Marty Sklar, né le 6 février 1934 et mort le 27 juillet 2017, est l'ambassadeur international officiel de Walt Disney Imagineering, la filiale de la Walt Disney Company qui conçoit et construit les parcs à thèmes Disney.
Il fut auparavant le vice-président puis le président de cette filiale de 1997 à 2006.

## Biographie
Marty Sklar est né en 1934 à New Brunswick dans le New Jersey. Après des études à l'UCLA, il entre comme journaliste au Daily Bruin.
En juin 1955, il est engagé par Disney pour créer un journal façon année 1890 pour le parc Disneyland, le The Disneyland News, qui ouvrit le mois suivant. Après avoir obtenu son diplôme, il obtient un emploi à plein temps à Disneyland en 1956. Il est alors nommé responsable du matériel publicitaire et promotionnel pour les publications, la télévision et les films, contenu qu'il écrit durant près de 10 ans.
En 1961, il est transféré chez WED Enterprises (renommé Walt Disney Imagineering en 1986), et travaille sur le développement des attractions pour la Foire internationale de New York 1964-1965.
Par la suite, il gravit les échelons de cette division. En 1974, il est nommé vice-président du service concept/planning de WED, vice-président du service développement créatif en 1979 puis vice-président exécutif de WED en 1984 et enfin président 1987. Au service concept/planning, il guide le développement créatif du parc EPCOT Center prévu pour ouvrir au Walt Disney World Resort de Floride en 1982. Aux postes suivants, il supervise la création et la construction de Tokyo Disneyland, des Disney-MGM Studios, de Parc Disneyland, de Disney's Animal Kingdom, de Disney's California Adventure, de Tokyo DisneySea, du parc Walt Disney Studios et plus récemment de Hong Kong Disneyland.
En 1996, après la fusion avec la Disney Development Company, il est élu vice-président-directeur général de Walt Disney Imagineering, au côté de Peter Rummell
En 2001, Sklar est nommé Disney Legends.
Le 16 février 2006, Jay Rasulo président de Walt Disney Parks and Resorts annonce que Marty Sklar démissionne de son poste de président de Walt Disney Imagineering pour en devenir l'ambassadeur international,.
Marty Sklar décède le 27 juillet 2017 à Hollywood Hills (Los Angeles) à l'âge de 83 ans,,.